# Hiram Bingham II

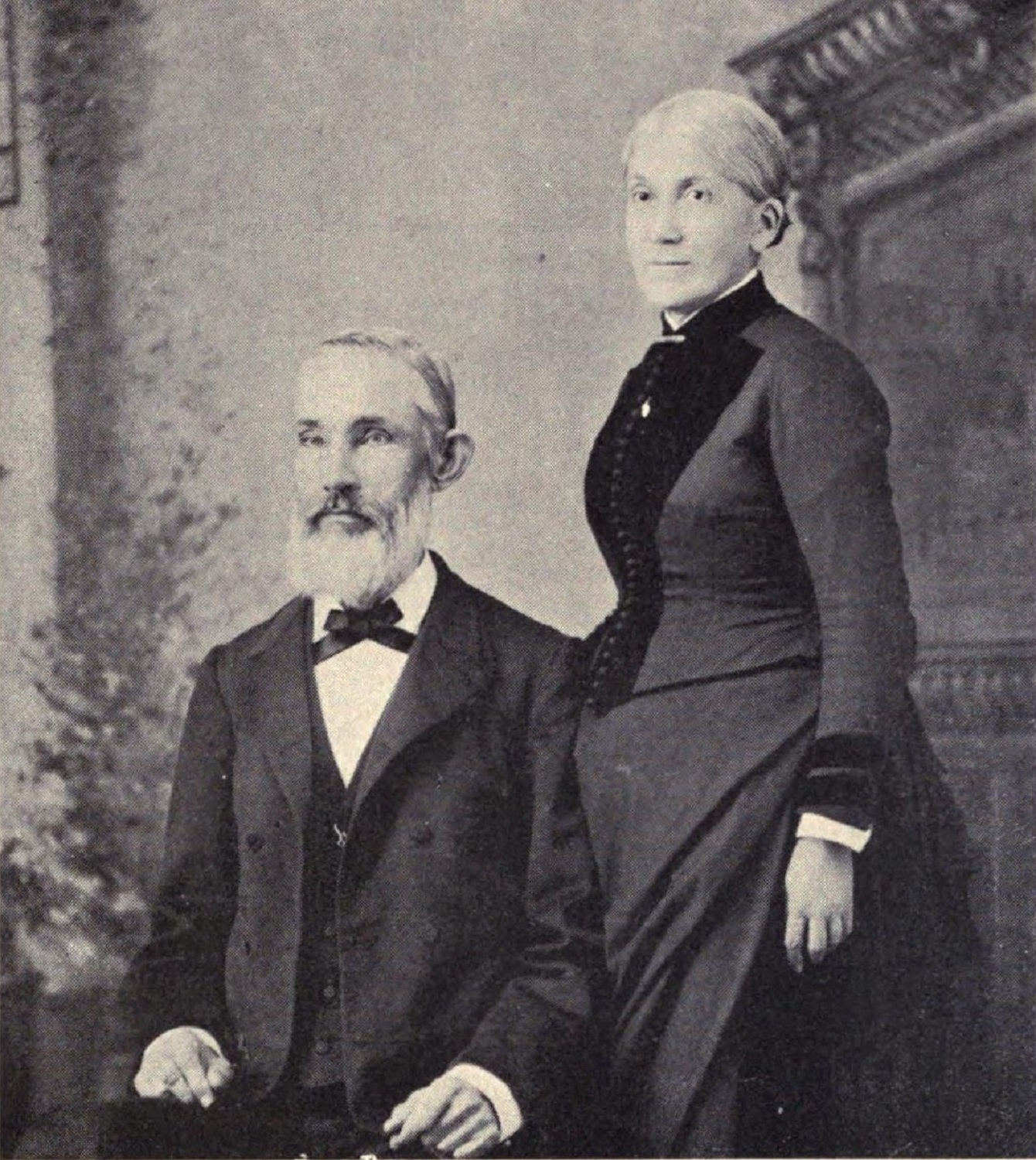
Hiram Bingham II e la sua moglie Clara Brewster.

Hiram Bingham II (Honolulu, 16 agosto 1831 – Baltimora, 25 ottobre 1908) è stato un missionario statunitense, noto per essere stato il primo missionario protestante a evangelizzare le isole Gilbert partendo dalle Hawaii.

## Biografia
Era il sesto figlio di Hiram Bingham I (1789-1869), anch'esso missionario. Il padre e la madre partirono da Boston verso Honolulu nel 1819, dove nacque. Frequentò il Williston Seminary a Easthampton e si laureò all'Università Yale nel 1853.
Fu ordinato come sacerdote congregazionalista a New Haven il 9 novembre 1856 e si sposò subito dopo con Clara Brewster a Northampton. I due salparono per Honolulu, dove arrivano il 24 aprile 1857 per diffondervi la fede cristiana presso i nativi hawaiani come parte dell'American Board of Commissioners for Foreign Missions. Dopo un breve ritorno negli Stati Uniti nel 1865, si fermarono di nuovo a Honolulu nel 1867, mentre si dirigevano nelle isole Marchesi.
Bingham II fu il primo missionario a evangelizzare le isole Gilbert e a imparare la loro lingua, traducendo la Bibbia.
Dal 1877 al 1880 fu segretario dell'Hawaiian Board e nel 1895 l'Università Yale gli conferì il Doctorate of Divinity.